# Giro della Provincia di Reggio Calabria 1991
Il Giro della Provincia di Reggio Calabria 1991, cinquantaduesima edizione della corsa, si svolse il 31 marzo 1991 su un percorso di 190 km, con partenza e arrivo a Reggio Calabria. La vittoria fu appannaggio dell'italiano Andrea Ferrigato, che completò il percorso in 5h35'00", alla media di 34,030 km/h, precedendo il tedesco Rolf Aldag e il connazionale Germano Pierdomenico.

## Ordine d'arrivo (Top 10)
| Pos. | Corridore            | Squadra                   | Tempo    |
| ---- | -------------------- | ------------------------- | -------- |
| 1    | Andrea Ferrigato     | Ariostea                  | 5h35'00" |
| 2    | Rolf Aldag           | Helvetia-La Suisse        | s.t.     |
| 3    | Germano Pierdomenico | Gis Gelati-Ballan         | s.t.     |
| 4    | Rodolfo Massi        | Ariostea                  | a 0'07"  |
| 5    | Marco Saligari       | Ariostea                  | a 0'28"  |
| 6    | Mauro Gianetti       | Helvetia-La Suisse        | s.t.     |
| 7    | Marco Giovannetti    | Gatorade-Chateau d'Ax     | s.t.     |
| 8    | Silvio Martinello    | Gis Gelati-Ballan         | s.t.     |
| 9    | Andrea Guidotti      | ZG Mobili-Bottecchia      | s.t.     |
| 10   | Marco Vitali         | Jolly Componibili-Club 88 | s.t.     |